# Línea A1 (Córdoba)
La línea A1 es una línea que sirve de extensión a la línea A de trolebuses de la ciudad de Córdoba (Argentina). Esta es operada por la empresa municipal TAMSE y se creó en agosto de 2020. Cumple la función de recorrer las mismas arterias que el servicio electrificado, pero al llegar al final del tramo en Plaza de las Américas sigue su ruta hasta el barrio Congreso, cerca de donde se encuentra la planta de Renault.

## Recorrido
Servicio diurno 
Desde B° Fragueiro a B° Congreso
Ida: De Avellaneda y De los Santos – M. Fragueiro – Pje. Pacheco – J.J. de Urquiza – Del Campillo – Av. Roque Saenz Peña – Av. General Paz – Av. Vélez Sarsfield – Av. Armada Argentina – Lago Argentino – Fernando Casado – Vallejos – Hasta Parque Educativo Sur.
Regreso: De Parque Educativo Sur – Ralicó – Fernando Casado – Lago Argentino – Av. Armada Argentina – Av. Vélez Sarsfield – Plaza de las Américas – Richardson – Belgrano – M.T. De Alvear – Belgrano – Tucumán – La Tablada – Bv. Mitre – Lavalleja – Bedoya – J.J. de Urquiza – Pje. Pacheco – M. Fragueiro – De Escola hasta Avellaneda.